# Catedrala și Bazarul
Catedrala și Bazarul (abr. CatB) este un eseu de Eric S. Raymond despre metode de inginerie software, bazat pe propriile lui observații legate de procesul de dezvoltare a kernelului de Linux și pe experiența din coordonarea proiectului open source, fetchmail. A fost prezentat prima oară de autor la Linux Kongress în 27 mai 1997 și a fost publicată ca parte a cărții cu același nume în 1999. 
De obicei este privit ca manifest a mișcării open source.
Eseul conține două modele diferite de dezvoltare a softurilor libere:
- Modelul Catedrală, în care codul sursă este disponibil cu fiecare release, dar codul sursă dintre două release-uri este disponibil exclusiv doar pentru un grup de programatori. GNU Emacs și GCC sunt prezentate ca exemple.
- Modelul Bazar, în care codul sursă este dezvoltat de programatori din toată lumea, prin intermediul Internetului și este disponibil public. Raymond îl recunoaște pe Linus Torvalds, liderul proiectului Linux kernel, ca inventator al acestui proces. Raymond oferă anecdote despre propria lui implementare a acestui model în proiectul fetchmail.

Subiectul central al eseului este propoziția "având destui ochi ațintiți, toate bug-urile ies la iveală" (pe care el o numește Legea lui Linus): cu cât sursele sunt mai răspândite pentru testare, cercetare și experimentare publică, cu atât mai repede toate bug-urile sunt răspândite. 
În contrast, în modelul Catedrală, Raymond pretinde că un timp excesiv de mare trebuie petrecut căutând bug-uri, din moment ce versiunea curentă este disponibilă doar pentru câțiva programatori.
Eseul a convins aproape toate proiectele din sfera open source și software liber să adopte un model în stil Bazar, parțial sau în totalitate — inclusiv GNU Emacs și GCC, exemplele originale pentru modelul Catedrală.
Mai mult, eseul a dat imboldul final pentru Netscape Communications Corporation să publice codul sursă pentru Netscape Communicator și să pornească proiectul Mozilla. 
Catedrala, este un model tipic de dezvoltare pentru softurile proprietare — cu mențiunea că în acest caz, codul sursă de obicei nu este furnizat nici chiar la un release — și sintagma "Catedrala și Bazarul" se obișnuiește a se folosi pentru a contrasta softul proprietar cu cel open source (însuși Raymond a folosit sintagma cu acest sens, de exemplu în Documentele Halloween). Oricum, eseul dezbate doar problema softurilor libere și nu face referire la softurile proprietare în nici un fel.
Când O'Reilly Media a publicat cartea în 1999, aceasta a fost recunoscută ca fiind prima carte completă și distribuită comercial publicată sub licență Open Publication License.